# Nya Bruket

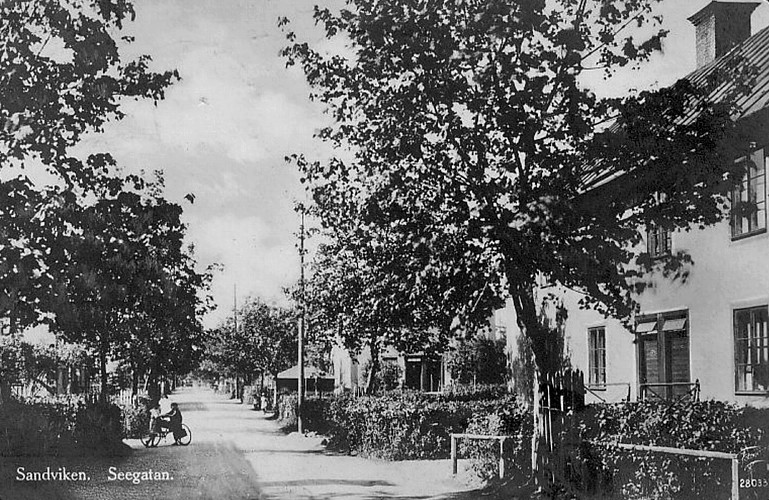
Seegatans bostadshus i nuvarande Nya Bruket innan rivningen.

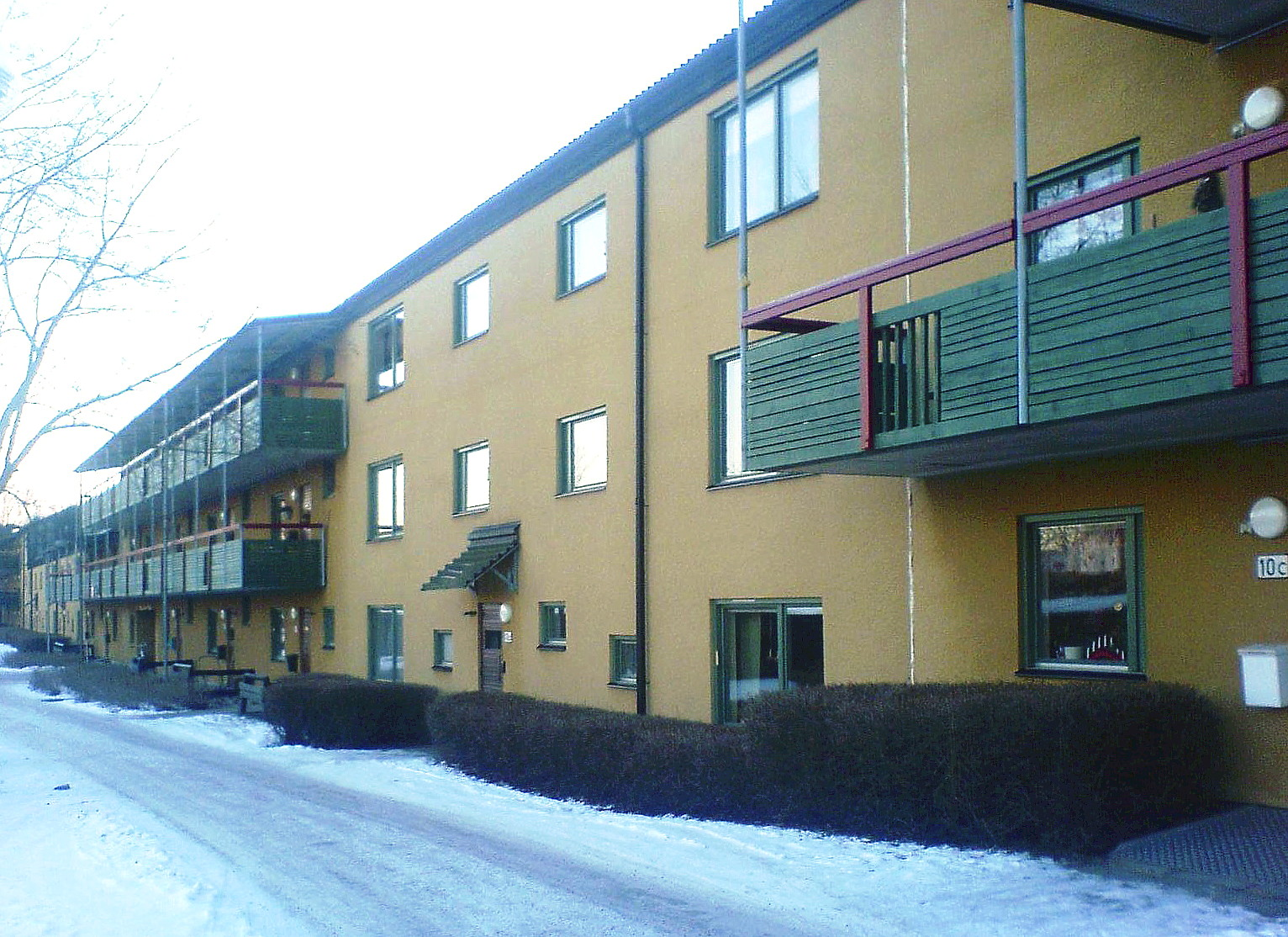
Nya Bruket i januari 2009.

Nya Bruket är ett bostadsområde beläget mellan Barrsätragatan och Fredriksgatan i centrala Sandviken som uppfördes mellan 1973 och 1981 efter ritningar av arkitekt Ralph Erskine. 

## Historik
År 1970 fick Ralph Erskine kommunens uppdrag att rita en ny plan för bostadsområdet på västra sidan om kanalen. Det kallades Nya Bruket efter det gamla järnbrukets arbetarbostäder från början av 1900-talet som låg här. Nya Bruket var från början ett saneringsprojekt där de ursprungliga byggnaderna bedömdes som omöjliga att rusta upp. Erskine förväntades rita nya hus och samtidigt bevara det ursprungliga gatumönstret med sina gamla träd. Även vatten och avlopp i gatorna kunde bibehållas vilket sparade tid och pengar.  
Erskine lyckades återskapa den gamla miljön men med moderna inslag och samtidigt öka antalet lägenheter från omkring 500 till över 700. De låga husen, de kringbyggda gårdarna och färgsättningen liknar ursprunget men kombinerades med nya idéer och former. Erskine lade stor möda på att studera det tidigare samhällets kulturella och sociala karaktär. Området skulle utformas så att den sociala andan ”som alla mindes från förr” kunde återskapas i den nya bebyggelsen. Bostadskvarteren med yttermått om cirka 46x63 meter är bilfria och har trädplantering i varje korsning.
Totalt byggdes 764 bostäder med lägenheter mellan 1 rok och 5 rok som grupperades kring 20 gårdar eller kvarter. I varje gård placerades en kvartersstuga. I området uppfördes även barnstuga och lokaler för ungdomar. 1978 tillkom ett servicehus med 22 lägenheter och samlingslokal, kiosk, matsal och kök samt slöjdlokaler i bottenvåningen. 
Husen byggdes huvudsakligen i lättbetong med yttertak av vågkorrugerad, svartmålat plåt, detaljer av galvaniserade stålrör, träpanel på väggarna och plasttak över balkongerna, allt i glada färger. Redan 1974 belönades den första etappen med Ytongpriset och samma år utsåg tidskriften Allt i Hemmet Nya Bruket till årets bostadsområde. 
Sedan 2015 genomförs en omfattande renovering av området med syftet att återställa det till sitt ursprungliga skick och samtidigt anpassa det till dagens behov, denna renovering kommer att ta ca 10–15 år. Området ägs av Sandvikens kommun och förvaltas av kommunägda Sandvikenhus.